# CZ 75 P-07半自動手槍
CZ 75 P-07（英語：CZ-75 P-07 Duty，簡稱：CZ P-07）是一款由捷克槍械製造商烏爾斯基·布羅德兵工廠所設計及生產的半自動手槍，是CZ 75手槍的聚合物底把緊湊衍生型，並且具有一款經過重新設計的扳機機構。在進行重新設計時減少了手槍部件的數量，以及改進了扳機扣力。它的型態外觀極大地被斯芬克斯3000手槍（本身也是獲增強以後的瑞士CZ 75彷製型）的設計所影響。發射9×19毫米和.40 S&W這兩種口徑的手枪子彈。該槍還包括能通過零部件的轉換將手動保險修改為待擊解脫桿（英語：Decocking lever），反之亦然。

## 歷史
捷克CZ公司以其出色的產品在國際輕武器市場上享有很高的聲譽，其手槍領域的代表作CZ 75半自動手槍於1975年一經推出，立即好評如潮，成為手槍中的經典，各國仿製品也層出不窮。CZ公司同樣利用產品影響力，推出該槍的諸多衍生型號，如CZ 75B、CZ 75緊湊型、CZ 75PCR警用緊湊型、CZ 75BSA、CZ 75 P-01、CZ 75 SP-01「幻影」、 CZ 75 SP-01「軍校生」、CZ 75運動型等數十個型號，儼然自成體系。
而P-07「職責」手槍是捷克CZ在美國的子公司推出的CZ 75系列手槍的型號之一，在推出時被CZ公司稱作「CZ系列的新一代手槍」。該槍繼承了CZ 75系列手槍出色的人機工效和高精度，同時採用了「歐米茄扳機系統」，配合減輕質量的聚合物槍身和緊湊型設計，非常便於隱蔽攜帶。

## 設計細節

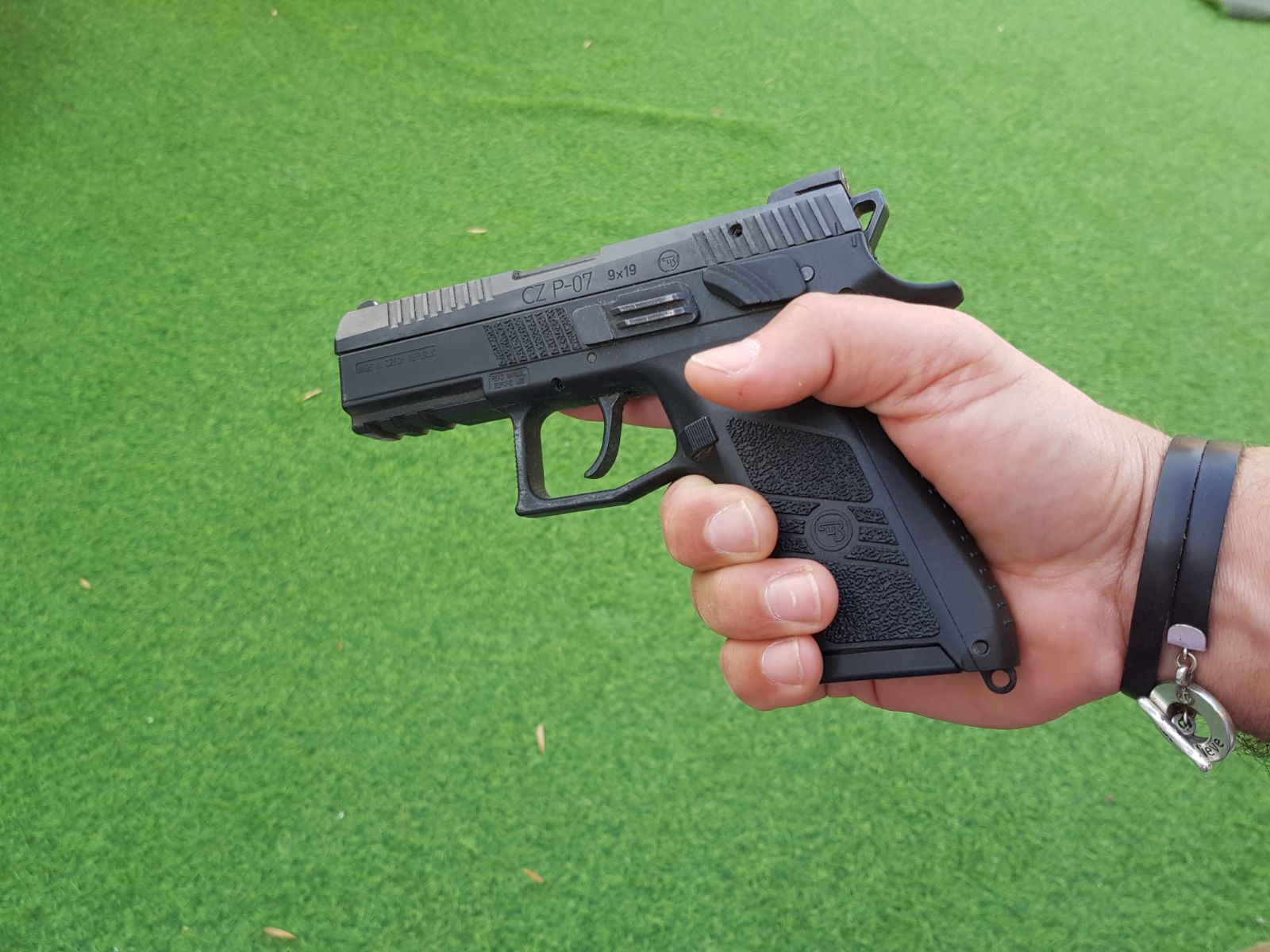
射手所緊握的第二代CZ 75 P-07半自動手槍（注：握把後部具有可更換的握把片）

P-07「職責」手槍可以看作CZ 75手槍採用聚合物底把（套筒座）的緊湊型版本，其有9×19毫米與.40 S&W兩種口徑。該槍的握把雖然與原型CZ 75系列的任何一款手槍相比都更小，但鋼製彈匣仍然可以容納16發9×19毫米手槍子彈，而.40 S&W口徑型也可容納12發。
該槍套筒表面的啞光處理並未採用CZ 75系列其他槍型上常見的塑膠塗層，而是直接採用了表面硬化處理技術。彈匣卡筍可左右更換。
至於手槍的拆解，掌握其套筒和槍身接合方式的使用者，在熟悉過幾次後就能迅速地將套筒拉出取下。具體而言，向後拉動套筒至某一位置，之後向下旋轉槍身分解桿，從套筒座上取下套筒，然後再從套筒座中取下槍管及復進簧組件即可。拆解該槍無需藉助任何工具。
由於採用了較低的槍膛軸線、指向良好的握把角度設計，射擊時後坐力比較容易控制。此外，良好的人機工效設計使射擊時單手即可完成所有控制操作。
P-09獲推出以後，P-07的握把亦由過往不能更換修改為與P-09一樣可以更換握把片（分別是小形、中形和大形），以調整握把尺寸，更適合不同的手形。套筒表面亦增加了耐腐蝕性能的硝基表面處理。

### 套筒
P-07「職責」手槍的套筒比CZ 75手槍的略厚，操作時會更易於掌握和控制。底把（套筒座）由複合材質打造，其與套筒的配合方式不像格洛克或M1911手槍那樣由套筒「騎」在套筒座外側，而是套筒下部「嵌」在套筒座內部。據CZ公司所稱，這樣的套筒、套筒座配合方式使套筒的往複運動更為平滑，部件製造時的公差也更易控制；但同樣，其缺點則是在手動操作套筒時，必須施力在合適的部位，否則會被套筒座上部擠傷。
此外，在後部兩側各設計了8條防滑棱。握把後部上方呈獺尾狀並略向上翹，可與使用者的手掌虎口緊密貼合，同時便於控制射擊時的後座力。
P-07「職責」手槍在套筒座前端底部整合有皮卡汀尼導軌，其上可安裝戰術燈和雷射瞄準器等戰術附件，在不加裝等配件時可加配護蓋以用於保護導軌。
P-09獲推出以後，P-07的套筒表面亦增加了耐腐蝕性能的硝基表面處理。

### 握把
P-07「職責」手槍在握把後部和兩側以及槍身上塑壓成型不少由防滑顆粒組成的條狀和塊狀防滑紋路裝飾設計，除了使外表美觀之外，也增加了防滑係數，同時也不影響握持的舒適性，保證射擊時射手的握持穩定，即便用戶手上較滑也能穩固地持握和操作手槍。CZ公司還隨槍提供了表面更為粗糙的套筒座，以適應不同用戶對槍身觸感的要求。
P-09獲推出以後，P-07的握把亦由過往不能更換修改為與P-09一樣可以更換握把片（分別是小形、中形和大形），以調整握把尺寸，更適合不同的手形。原廠現已生產多款聚合物握把顏色，包括：戰術綠色、沙色，以及黑色版本。

### 待擊鎖定
P-07「職責」手槍沿襲了此前的CZ 75系列手槍的「待擊鎖定」功能，該槍之所以能吸引大量擁躉的一個重要特性就是具備這一重點般的設計。具體而言，膛室中裝有子彈時，即可將擊錘扳至待擊位置，並鎖上保險，然後裝入槍套中攜行，遇至突發情況時，拔出手槍，順勢用拇指解除保險，扣動扳機即可射擊。

### 扳機系統
與之前的CZ 75系列手槍相比，P-07「職責」手槍採用了「歐米茄扳機系統」，其特色是扳機內部機構更為簡化，扳機行程縮短，扳機操作性能更為流暢，可與西格&紹爾的雙動操作扳機系統相媲美。
當裝填槍彈並釋放擊錘待擊解脫桿後，擊錘處於「半待擊」狀態。由於採用雙動／單動模式扳機設計，雖然其扳機行程較長，但在首發彈的雙動扳機模式下，扳機釋放更為平滑。此時扣動扳機，擊錘將由半待擊狀態向後迴轉至待擊狀態，繼續扣動扳機，擊錘才會被阻鐵釋放，並向前迴轉擊發槍彈。這種「半待擊」設計使得其扳機扣力更小，只有36牛頓。而且後續單動模式時扳機扣力僅為18牛頓，扣動的行程就短一些，而且回復得也非常迅速，非常適合連續發射。

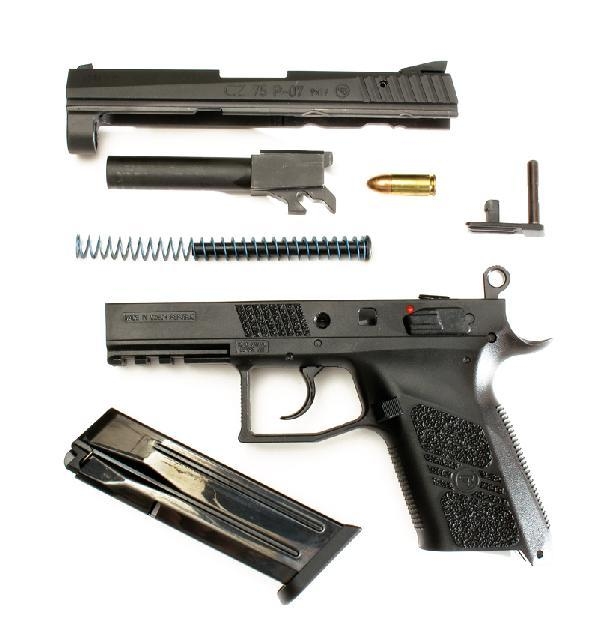
CZ P-07手枪不完全分解。

另外，P-07「職責」手槍還為使用者提供了專用部件，以便將其半待擊擊發改為單動操作。這個專用部件就是手動保險，將其替換手槍上的待擊解脫桿即可。因手動保險並無擊錘待擊解脫的功能，故無論是首發還是後續擊發均為單動方式。公司提供了專門的說明書，指導使用者將擊錘待擊解脫桿更換為手動保險。對手槍進行不完全分解後，即可進行更換操作，整個過程不超過兩分鐘。
P-09獲推出以後，P-07採用了與P-09相同的新型扳機形狀。

### 夜間瞄準裝置
P-07「職責」手槍的瞄具也與CZ 75系列的標準樣式不同。與CZ 75系列其他手槍的三點式氚光源夜視瞄準方式不同，P-07「職責」手槍的照門後側的氚光源改為「凹」形，準星後側的氚光源仍為點狀，這種設置在瞄準時更容易將準星置於照門中間位置，便於快速瞄準。其準星為前低後高的楔形；照門可輕鬆調整風偏，進行高低調整則需要更換不同高度的準星。
與大多數CZ 75手槍一樣，P-07「職責」手槍的照門與準星在出廠前已經過廠家精心調試，到手後無需額外調整即可使用。不過，與其他CZ 75手槍相比，P-07「職責」手槍射擊時的彈着點普遍偏低，比瞄準點大約低25 毫米。對於P-07「職責」手槍的這一瞄準規律，使用者通過多次使用即可掌握。

## 使用國
- 巴西
  - 巴西武裝部隊[4]
- 保加利亚
  - 內務部
- 埃及
  - 埃及警察：自2013年起採用[5]。
- 匈牙利
- 以色列
  - 以色列國家安全局
- 菲律賓
  - 菲律賓國家警察
- 新加坡
  - 新加坡警察部隊[6]
- 南非
- 西班牙
- 泰國
  - 內務部
- 越南
  - 警察單位

## 流行文化

### 电影
- 2013年—《辣手警花》：由朱利安的助手所使用，雙持時由左手持有（右手則是CZ 75B）。

### 电视剧
- 2010年—：2011年2月2日第2季第12集（播出順序為第24集）「哈利的麻煩」（The Trouble with Harry）之中，由保安主管用作配槍（英语：Side arm）。
- 2012年—《超越时间线》：2013年8月4日第2季第13集（播出順序為第23集）「迫在眉睫」（英語：Second Time），由馬爾科（Marco，約翰·卡西尼飾演）所使用。

### 电子游戏
- 2009年—：2010年6月29日獨立资料片《武裝行動2：箭頭行動》的追加下载内容《武裝行動2：捷克武裝部隊》，可裝上戰術燈和消聲器。

## 資料來源
1. 1 2 3 4 5 6 7  .   [26 September 2014]. （原始内容存档于2014-10-04）.
2. 1 2 3 4 5 6  .   [31 December 2015]. （原始内容存档于2015-12-24）.
3. 1 2 3 4 5 6 7  .   [26 September 2014]. （原始内容存档于2014年10月4日）.
4. ↑  .   [2016-06-02]. （原始内容存档于2015-03-08）.
5. ↑  . ihned.cz.   [2013-05-04]. （原始内容存档于2015-10-30）.
6. ↑  Tuoi Tre Newspaper. . tuoitrenews.vn.   [2016-06-02]. （原始内容存档于2016-03-06）.

## 外部連結
- （英文）—CZ-USA Official Website—
  - CZ P-07 – 9mm（页面存档备份，存于）
  - CZ P-07 – .40 S&W
  - CZ P-07 – 9mm (low capacity)
- （英文）—CZ Official Website—
  - CZ 75 P-07 DUTY
  - CZ P-07
- （英文）—CZ 75 P-07 DUTY
- （英文）—Owners Manual—
  - CZ 75 P-07 DUTY
  - CZ P-07
- （英文）—Modern Firearms—CZ 75 P-07 and P-09 Duty pistol（页面存档备份，存于）
- （英文）—The Firearm Blog.com—
  - CZ 75 P-07 prototypes（页面存档备份，存于）
  - Egypt Goes Czech: Adopts CZ P-07 Duty pistols, CZ Scorpion EVO III SMG and CZ 805 BREN A1 Rifle（页面存档备份，存于）
  - Slovakia Overhauls Pistol Inventory（页面存档备份，存于）
  - CZ Urban Grey Suppressor Ready Series（页面存档备份，存于）
- （英文）—The Truth About Guns.com—
  - Gun Review: CZ-75 P07 Duty 9mm（页面存档备份，存于）
  - CZ Updates P-07 and P-09 for 2014（页面存档备份，存于）
  - Gun Review: SPHINX SDP Compact VS. CZ P-07（页面存档备份，存于）
  - CZ’s P-07: Old vs New, Then vs Now, v1.0 vs v2.0（页面存档备份，存于）
  - Scorpion Evo Carbine & Other New CZs For 2016（页面存档备份，存于）
  - TTAG Reader: What I Carry and Why – Jeremiah S’s CZ P-07（页面存档备份，存于）
  - No Funds, No Fun? No Way! Mod The Guns You Have to Scratch That New Gun Itch ［Contest Entry］（页面存档备份，存于）
- （英文）—Handguns Magazine.com－
  - SHOT Show 2010 Day 3
  - CZ P07 Review（页面存档备份，存于）
- （英文）—Tactical-Life.com—
  - CZ-USA P-07 Duty 9mm Pistol Review（页面存档备份，存于）
  - Center of Mass CZ P07 Duty Polymer Holster（页面存档备份，存于）
  - SHOT SHOW 2012—FINAL DAY（页面存档备份，存于）
- （英文）—Personal Defense World.com－
  - CZ-USA Autopistols（页面存档备份，存于）
  - CZ P-07 .40 Caliber（页面存档备份，存于）
  - 10 New Full Size Handguns for 2014 | Self-Defense, Duty & Competition Pistols（页面存档备份，存于）
- （简体中文）—槍炮世界—CZ P-07 / 09手枪（页面存档备份，存于）